# Prix Dan-David
Pour les articles homonymes, voir Prix David (homonymie).

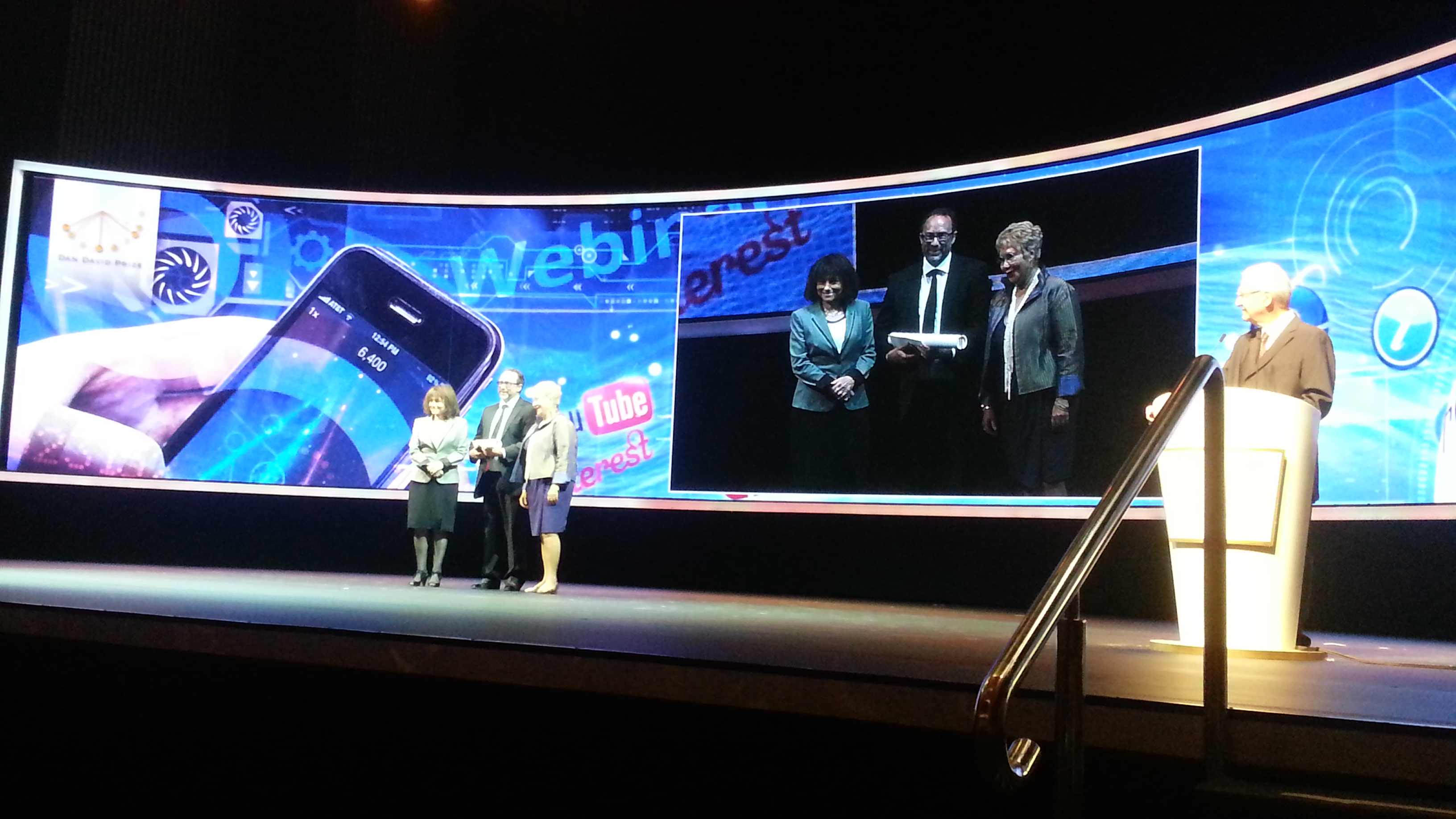
Jimmy Wales, acceptant le prix Dan-David à l'université de Tel Aviv, en 2015

Le prix Dan-David est une distinction décernant chaque année trois prix dotés d'1 million de dollars, chacun pour des réalisations exceptionnelles. Les thèmes sont choisis selon qu'ils concernent le Passé, le Présent ou le Futur.
Le prix Dan-David est attribué pour des recherches innovantes interdisciplinaires. Les lauréats du prix donnent 10 pour cent de leur prix pour des bourses de doctorat pour des étudiants en doctorants exceptionnels et pour des bourses post-doctorales pour des chercheurs exceptionnels dans leur propre domaine partout dans le monde.

## Histoire
La Fondation Dan-David a été fondée en 2000 avec 100 millions de dollars de dotation par l'homme d'affaires et philanthrope israélien d'origine roumaine Dan David. Le directeur est le Pr Gad Barzilai. Les prix sont décernés par la fondation et l'université de Tel Aviv. La première cérémonie de remise des prix a eu lieu à l'université de Tel Aviv en mai 2002.
En 2016, Catherine Hall de l'University College de Londres, Britannique historienne du féminisme, a rejeté le prix Dan-David en faisant référence au conflit israélo-palestinien. Son prix a été donné pour fonder des bourses d'études à l'université de Tel Aviv.

## Lauréats
| Année | Thème                                                               | Lauréat(s)                                                          |
| ----- | ------------------------------------------------------------------- | ------------------------------------------------------------------- |
| 2002  | Passé– Histoire                                                     | Institut Warburg                                                    |
| 2002  | Présent – Technologie, Information et Société                       | Danny Hillis                                                        |
| 2002  | Futur – Sciences de la vie                                          | Sydney Brenner, John Sulston, Robert Waterston                      |
| 2003  | Passé – Paléoanthropologie                                          | Michel Brunet                                                       |
| 2003  | Présent – Médias imprimés & électroniques                           | James Nachtwey, Frederick Wiseman                                   |
| 2003  | Futur – cosmologie & astronomie                                     | John Bahcall                                                        |
| 2004  | Passé – Villes: Héritage historique                                 | Rome, Istanbul, Jérusalem                                           |
| 2004  | Présent – Direction: Changer notre monde                            | Klaus Schwab                                                        |
| 2004  | Futur – Sciences du cerveau                                         | Robert Wurtz (en), Amiram Grinvald, William Newsome                 |
| 2005  | Passé - Archéologie                                                 | Graeme Barker, Israël Finkelstein                                   |
| 2005  | Présent – Les arts de la scène: cinéma, théâtre, danse, musique     | Peter Brook                                                         |
| 2005  | Futur – Sciences des matériaux                                      | Robert Langer, George Whitesides, C. N. R. Rao                      |
| 2006  | Passé – Musique                                                     | Yo-Yo Ma                                                            |
| 2006  | Présent – Journalisme                                               | Magdi Allam, Mónica González Mujica, Adam Michnik, Goenawan Mohamad |
| 2006  | Futur – Traitement du cancer                                        | John Mendelsohn (en), Joseph Schlessinger (en)                      |
| 2007  | Passé – Historiens                                                  | Jacques Le Goff                                                     |
| 2007  | Présent – Musique contemporaine                                     | Pascal Dusapin, Zubin Mehta                                         |
| 2007  | Futur – Quête pour l'énergie                                        | James E. Hansen, Jerry Olson, Sarah Kurtz                           |
| 2008  | Passé – Restituer le passé de façon créative                        | Amos Oz, Tom Stoppard, Atom Egoyan                                  |
| 2008  | Présent – Responsibilité sociale                                    | Al Gore                                                             |
| 2008  | Futur – Géosciences                                                 | Ellen Mosley-Thompson & Lonnie Thompson, Geoffrey Eglinton          |
| 2009  | Passé – Astrophysique – Histoire de l'Univers                       | Paolo de Bernardis, Andrew E. Lange, Paul Richards                  |
| 2009  | Présent – Leadership                                                | Tony Blair                                                          |
| 2009  | Futur – Santé publique                                              | Robert Gallo                                                        |
| 2010  | Passé – Marche vers la démocratie                                   | Giorgio Napolitano                                                  |
| 2010  | Présent – Littérature: Restitution du XXe siècle                    | Margaret Atwood, Amitav Ghosh                                       |
| 2010  | Futur – Ordinateurs et Télécommunications                           | Leonard Kleinrock, Gordon E. Moore, Michael Rabin                   |
| 2011  | Passé – Evolution                                                   | Marcus Feldman (en)                                                 |
| 2011  | Présent – Cinéma et Société                                         | Joel et Ethan Coen                                                  |
| 2011  | Futur – Vieillir -Faire face au Challenge                           | Cynthia Kenyon, Gary Ruvkun                                         |
| 2012  | Passé – Histoire/Biographie                                         | Robert Conquest, Sir Martin Gilbert                                 |
| 2012  | Présent – Arts plastiques                                           | William Kentridge                                                   |
| 2012  | Futur – Recherche sur le Génome                                     | David Botstein, Eric Lander, Craig Venter                           |
| 2013  | Passé – Classiques, l'héritage moderne du monde antique             | Sir Geoffrey Lloyd                                                  |
| 2013  | Présent – Idées, Intellectuels publics et Philosophes contemporains | Michel Serres, Leon Wieseltier (en)                                 |
| 2013  | Futur – Médecine préventive                                         | Esther Duflo, Alfred Sommer                                         |
| 2014  | Passé – Histoire et mémoire                                         | Krzysztof Czyżewski, Pierre Nora, Saul Friedländer                  |
| 2014  | Présent – Combattre la perte de la mémoire                          | John A. Hardy, Peter St George-Hyslop (en), Brenda Milner           |
| 2014  | Futur – Intelligence artificielle, l'esprit digital                 | Marvin Minsky                                                       |
| 2015  | Passé – Retrouver le passé : les historiens et leurs sources        | Peter Brown, Alessandro Portelli (en)                               |
| 2015  | Présent – La Révolution de l'Information                            | Jimmy Wales                                                         |
| 2015  | Futur – Bioinformatique                                             | Cyrus Chothia, David Haussler, Michael Waterman                     |
| 2016  | Passé – Histoire sociale - Nouvelles directions                     | Inga Clendinnen, Arlette Farge                                      |
| 2016  | Présent – Combattre la pauvreté                                     | Anthony B. Atkinson, François Bourguignon, James Heckman            |
| 2016  | Futur – Nanosciences                                                | Paul Alivisatos, Chad Mirkin, John Pendry                           |
| 2017  | Passé - Archéologie et sciences naturelles                          | Svante Pääbo, David Reich                                           |
| 2017  | Présent - Littérature                                               | Jamaica Kincaid, Avraham Yehoshua                                   |
| 2017  | Futur - Astronomie                                                  | Neil Gehrels, Shrinivas Kulkarni (en), Andrzej Udalski              |
| 2018  | Passé - Histoire des sciences                                       | Lorraine Daston, Evelyn Fox Keller, Simon Schaffer                  |
| 2018  | Présent - Bioéthique                                                | Ezekiel Emanuel (en), Jonathan Glover (en), Mary Warnock            |
| 2018  | Futur - Médecine personnalisée                                      | Carlo M. Croce (en), Mary-Claire King, Bert Vogelstein              |
| 2019  | Passé - L'histoire au long terme                                    | Kenneth Pomeranz, Sanjay Subrahmanyam                               |
| 2019  | Présent - La défense de la démocratie                               | Michel Ignatieff, Reporters sans frontières                         |
| 2019  | Futur - La lutte contre le réchauffement climatique                 | Christiana Figueres                                                 |
| 2020  | Passé - Préservation et renouveau culturel                          | Lonnie G. Bunch III (en), Barbara Kirshenblatt-Gimblett (en)        |
| 2020  | Présent - Égalité des sexes                                         | Gita Sen (en), Debora Diniz                                         |
| 2020  | Futur - Intelligence artificielle                                   | Demis Hassabis, Amnon Shashua (en)                                  |
| 2021  | Passé - Histoire et médecine                                        | Alison Bashford, Katharine Park, Keith Wailoo                       |
| 2021  | Présent - Santé publique                                            | Anthony Fauci                                                       |
| 2021  | Futur - Immunothérapie anti-cancer                                  | Zelig Eshhar, Carl June, Steven Rosenberg                           |